# ارتش چهارم زرهی (ورماخت)
ارتش چهارم زرهی(به آلمانی: 4. Panzerarmee) که در ابتدا گروه زرهی ۴ نامیده می‌شد، یکی از ارتش‌های میدانی نیروی زمینی آلمان در دوره رایش سوم بود که در ماه فوریه سال ۱۹۴۱ تشکیل شد و در جریان جنگ جهانی دوم به نبرد پرداخت.

## تشکیل
این یگان زرهی در ۱۷ فوریه سال ۱۹۴۱ به کمک قرارگاه سپاه ۱۶ در ابتدا تحت عنوان گروه زرهی ۴، تشکیل شد.

## تاریخچه عملیاتی

### منطقه بالتیک
هنگام آغاز تهاجم به شوروی، گروه زرهی ۴ از دو سپاه ۴۱ و ۵۶ موتوریزه تشکیل شده بود و لشکر پیاده‌نظام موتوریزه اس‌اس توتن‌کوپف نیز در جایگاه ذخیره آن قرار داشت. در این زمان حدود ۶۰۰ تانک بین سه لشکر زرهی این گروه زرهی تقسیم شده بود. انتقال لشکرهای گروه زرهی به نقطه تجمع آن در شمال رود نیمان تا شب ۲۱ ژوئن و دقایقی پیش از شروع عملیات به طول انجامید. به منظور ایجاد برتری زیاد جهت شکستن خط مقدم دشمن، تمامی ۶۰۰ تانک گروه ارتش به همراه دو لشکر پیاده‌نظام پشتیبان در خط مقدمی به طول تنها ۴۰ کیلومتر در مقابل یک لشکر ضعیف تفنگ‌دار ارتش سرخ متمرکز شدند.
این گروه زرهی به فرماندهی ارتشبد اریش هوپنر به عنوان بخشی از گروه ارتش شمال، بدون این که همانند سایر گروه‌های زرهی به یک ارتش پیاده‌نظام مرتبط شده باشد، با شروع عملیات بارباروسا، پیشروی سریع خود را در منطقه بالتیک آغاز کرد. در ناحیه مرزی در جبهه‌ای به طول ۴۰ کیلومتر از تواراگه تا شیائولیای تنها یک لشکر ضعیف صد و بیست و پنجم تفنگ‌دار ارتش سرخ را در مقابل خود داشت که توانست به سرعت با وارد آورد تلفات سنگین، آن را عقب براند. در جناح شمالی، با اقدام به ضد حمله سپاه‌های مکانیزه ارتش سرخ علیه مواضع سپاه ۴۱ موتوریزه سپهبد گئورگ-هانس راینهارت، از ۲۴ ژوئن درگیری سنگینی بین تانک‌های طرفین در نبرد راسینیای درگرفت. نهایتاً راینهارت موفق شد با ارسال نیروی کمکی، بیشتر نیروهای دشمن را در آن موضع به محاصره درآورده و منهدم کند. صدها تانک ارتش سرخ در این نبرد نابود شدند. همزمان، با درگیری سپاه ۴۱ موتوریزه در راسینیای، هوپنر تمرکز خود را بر جناح موفق‌تر جنوبی یعنی سپاه ۵۶ موتوریزه تحت امر سپهبد اریش فن مانشتاین، قرار داد. این سپاه با بهره‌گیری از شکاف ۱۲۰ کیلومتری حاصل از عقب نشستن ارتش یازدهم شوروی به سمت اوپوچکا در شرق که راه را برای نیروهای گروه زرهی ۴ تا رود دوینا هموار ساخت، پس از سلطه بر گذرگاه رود دوبیسا در آریوگالا توانسته بود در عرض ۱۰۰ ساعت ۳۲۰ کیلومتر پیشروی کند. ارتش سرخ نیروهای خود را برای دفاع از دونابورگ راهی این شهر کرد اما نیروهای فن مانشتاین زودتر به دونابورگ رسیدند. بدین ترتیب گروه زرهی ۴ به عنوان سرنیزه زرهی گروه ارتش شمال نیمی از راه لنینگراد را تنها در عرض ۵ روز آغازین عملیات پیمود. عقب‌نشینی عناصر باقی‌مانده ارتش بیست و هفتم شوروی به سمت شرق و حرکت ارتش هشتم آن به سمت ریگا در شمال، مسیر استروف-پسکوف به طرف لنینگراد را نیز برای گروه زرهی ۴ باز کرد. در این شرایط ارتش هشتم شوروی از سه طرف در جنوب شرقی ریگا در محاصره نیروهای گروه زرهی ۴ و ارتش هجدهم ورماخت قرار گرفته بود که با عقب‌نشینی به سمت شرق موفق شد از محاصره بگریزد.

### روسیه
روز ۲۹ ژوئن فیلدمارشال ویلهلم ریتر فن لیب، فرمانده گروه ارتش شمال به گروه زرهی ۴ فرمان داد آماده تهاجم به سمت ناحیه اوپوچکا-اوستروف بشود. از گروه زرهی ۴ انتظار می‌رفت لنینگراد را مخصوصاً از طرف شرقی و جنوب شرقی به محاصره درآورد. تا هنگام رسیدن ارتش شانزدهم، این گروه زرهی می‌بایست از خود در مقابل حملات دشمن از شرق دریاچه ایلمن محافظت می‌کرد و همزمان جهت جلوگیری از عقب‌نشینی نیروهای دشمن از استونی، گذرگاه ناروا را تصرف می‌نمود. بدین ترتیب سپاه ۵۶ موتوریزه در جناح راست به سمت پورخوف-نووگورود-چودوفو و سپاه ۴۱ موتوریزه در جناح چپ در طول جاده پسکوف-لوگا-لنینگراد پیش می‌رفتند. این مسیر موجب وارد شدن سپاه ۵۶ موتوریزه به اراضی مردابی تقریباً غیرقابل عبور در طول رود وولخوف می‌شد اما هوپنر مصمم بود فاصله ۳۰۰ کیلومتری تا محاصره لنینگراد را در عرض حدود ۴ روز طی کند.
این گروه زرهی با دفع ضد حملات دشمن در دونابورگ و آغاز مجدد پیشروی در ۲ ژوئیه، با ورود به خاک روسیه روز چهارم ماه ژوئیه اوستروف و روز بعد آن پسکوف را تصرف و تا ۱۴ ژوئیه به گذرگاهی در سابسک بر رود لوگا دست پیدا کرد. بدین ترتیب این یگان پس از طی ۷۵۰ کیلومتر در عرض سه هفته، تا لنینگراد تنها صد کیلومتر فاصله داشت. در این شرایط شش لشکر متحرک گروه زرهی ۴ قادر به مراقبت از جناح راست طولانی ۲۰۰ کیلومتری آن نبودند. همان روز در جناح دیگر سپاه ۵۶ موتوریزه در مقابل مقاومت شدید دشمن، زیر ضد حمله درگیر نبرد سولتسی شده بود تا هوپنر وادار گردد برای یاری به آن بخشی از نیروهای سپاه دیگر را به این موضع گسیل سازد. با پیشروی کند سپاه ۵۶ موتوریزه به سمت پورخوف، هوپنر تمرکز خود را بر سپاه ۴۱ موتوریزه در جناح چپ نهاد. به هر صورت با توجه به تدارکات ناکافی و افزایش مقاومت شدید دشمن، گروه زرهی ۴ نیازمند زمان جهت انباشت منابع جهت تهاجم نهایی به لنینگراد بود.
روز ۱۵ ژوئیه گروه زرهی ۴ در ابتدا موظف به تأمین خط عمومی نووگورود-لوگا-ناروا و سپس محاصره لنینگراد با تمرکز بر جانب جنوب شرقی شد. آغاز تهاجم از جناح راست توسط سپاه ۵۶ موتوریزه منوط به رسیدن سپاه ۱ از ارتش هجدهم جهت محافظت از این جناح بود. روز ۱۵ اوت فرماندهی گروه ارتش شمال سپاه ۵۶ موتوریزه را به سمت دنو گسیل کرد تا به سپاه ۱۰ که در محاصره قرار گرفته بود، یاری برساند. ضد حمله سپاه ۵۶ موتوریزه تا روز ۲۵ اوت شکست سختی متحمل به نیروهای دشمن وارد آورد و آن‌ها را به سمت شرق عقب راند.
گروه زرهی ۴ در جریان نبرد مسکو قدرتمندترین آرایش زرهی آلمان در جبهه شرقی حساب می‌آمد. این یگان در جریان نبرد ویازما متحمل خسارت حداقلی شد. به هر صورت و با وجود مشکلات حاصل از گل‌آلود شدن راه‌ها در فصل بارندگی (راسپوتیتسا)، بزرگ‌ترین دشواری گروه زرهی ۴ در ادمه پیشروی به سمت مسکو کمبود سوخت و مهمات در اثر معضلات تدارکات‌رسانی بود.

## فرماندهان
| تصویر | نام                | درجه                                                    | آغاز فرماندهی   | پایان فرماندهی  |
| ----- | ------------------ | ------------------------------------------------------- | --------------- | --------------- |
|       | اریش هوپنر         | ارتشبد                                                  | ۱۷ فوریه ۱۹۴۱   | ۸ ژانویه ۱۹۴۲   |
|       | ریشارد روئوف       | انتصاب با درجه سپهبد ارتقا به درجه ارتشبد (۱ ژوئن ۱۹۴۲) | ۸ ژانویه ۱۹۴۲   | ۳۱ مه ۱۹۴۲      |
|       | هرمان هوت          | ارتشبد                                                  | ۱ ژوئیه ۱۹۴۱    | ۲۶ نوامبر ۱۹۴۳  |
|       | ارهارد راوس        | سپهبد                                                   | ۲۶ نوامبر ۱۹۴۳  | ۲۱ آوریل ۱۹۴۴   |
|       | والتر نرینگ        | سپهبد                                                   | ۲۱ آوریل ۱۹۴۴   | ۱ مه ۱۹۴۴       |
|       | یوزف هارپه         | ارتشبد                                                  | ۱ مه ۱۹۴۴       | ۲۸ ژوئن ۱۹۴۴    |
|       | هرمان بالک (موقت)  | سپهبد                                                   | ۲۸ ژوئن ۱۹۴۴    | ۲ ژوئیه ۱۹۴۴    |
|       | والتر نرینگ (موقت) | سپهبد                                                   | ۲ ژوئیه ۱۹۴۴    | ۵ اوت ۱۹۴۴      |
|       | هرمان بالک         | سپهبد                                                   | ۵ اوت ۱۹۴۴      | ۲۱ سپتامبر ۱۹۴۴ |
|       | فربتس-هوبرت گرزر   | سپهبد                                                   | ۲۱ سپتامبر ۱۹۴۴ | ۸ مه ۱۹۴۵       |
|       |                    |                                                         |                 |                 |

## ترکیب یگان‌ها
هنگام آغاز عملیات بارباروسا، ژوئن ۱۹۴۱:
- سپاه ۴۱ موتوریزه:
  -  لشکر سی و ششم پیاده‌نظام موتوریزه
  -  لشکر دویست و شصت و نهم پیاده‌نظام
  -  لشکر یکم زرهی
  -  لشکر ششم زرهی
- سپاه ۵۶ موتوریزه
  -  لشکر سوم پیاده‌نظام
  -  لشکر دویست و نودم پیاده‌نظام
  -  لشکر هشتم زرهی
- لشکر پیاده‌نظام موتوریزه توتن‌کوپف اس‌اس
- فرماندهی ارشد ۳۱۲ توپخانه
- ستاد ۱۳۳ هنگ ضدهوایی
- ستاد ۱۶۴ هنگ ضدهوایی
- گردان ۲ هنگ ۳۶ ضدهوایی
- گردان ۱ هنگ ۵۱ ضدهوایی
- گردان ۱ هنگ ۱۱۱ ضدهوایی
- گردان ۶۱۶ ضدتانک
- گردان ۶۲ مهندسی موتوریزه
- ستاد ارشد ۳۲ ساخت‌وساز